# Чела
Чела — місто у провінції Центральне Конго (Демократична Республіка Конго). Там народився Жозеф Касавубу, перший президент незалежної Республіки Конго.
Місто пов'язано з портом Бома окремою вузькоколійною колією.

## Клімат
Місто знаходиться у зоні, котра характеризується кліматом тропічних саван. Найтепліший місяць — березень із середньою температурою 26 °C (78.8 °F). Найхолодніший місяць — липень, із середньою температурою 20.7 °С (69.3 °F).
| Клімат Чели             | Клімат Чели | Клімат Чели | Клімат Чели | Клімат Чели | Клімат Чели | Клімат Чели | Клімат Чели | Клімат Чели | Клімат Чели | Клімат Чели | Клімат Чели | Клімат Чели | Клімат Чели |
| Показник                | Січ.        | Лют.        | Бер.        | Квіт.       | Трав.       | Черв.       | Лип.        | Серп.       | Вер.        | Жовт.       | Лист.       | Груд.       | Рік         |
| Середня температура, °C | 25,4        | 25,9        | 26          | 26          | 25          | 22,2        | 20,7        | 21,1        | 22,7        | 24,5        | 25,3        | 25,1        | 24,2        |
| Норма опадів, мм        | 126         | 165.1       | 194.5       | 213.1       | 80.8        | 1           | 0.5         | 1.7         | 11.5        | 71.1        | 219.4       | 159.9       | 1244.6      |
| Днів з опадами          | 7,9         | 8,7         | 10,3        | 11          | 6,1         | 0,5         | 0,3         | 3,1         | 3,4         | 9           | 12          | 9,7         | 82          |
| Вологість повітря, %    | 80.3        | 79          | 78.1        | 80.1        | 83.3        | 80.6        | 80.2        | 78.9        | 78.5        | 77.8        | 79          | 80.5        | 79.7        |
| ----------------------- | ----------- | ----------- | ----------- | ----------- | ----------- | ----------- | ----------- | ----------- | ----------- | ----------- | ----------- | ----------- | ----------- |
| Джерело: Weatherbase    |             |             |             |             |             |             |             |             |             |             |             |             |             |